# Arctia futura
Arctia futura är en fjärilsart som beskrevs av Fick 1897. Arctia futura ingår i släktet Arctia och familjen björnspinnare. Inga underarter finns listade i Catalogue of Life.